# Simon Phillips
 (mai 2019).
Si vous disposez d'ouvrages ou d'articles de référence ou si vous connaissez des sites web de qualité traitant du thème abordé ici, merci de compléter l'article en donnant les références utiles à sa vérifiabilité et en les liant à la section « Notes et références ».
Pour les articles homonymes, voir Simon Phillips (pilote automobile) et Phillips.
Simon Phillips, né le 6 février 1957 à Londres, est un batteur britannique, qui a été notamment le batteur du groupe Toto. Il est également compositeur, ingénieur du son et producteur.

## Biographie
Né le 6 février 1957 à Londres, Simon Phillips commence très jeune sa carrière de batteur. Il désire jouer de la batterie dès l'âge de trois ans, mais ne commence à pratiquer que deux ans plus tard, sur une petite Pearl bleue. À douze ans, il est sponsorisé par la marque Tama. Il participe aux enregistrements studios du groupe de son père, The Dixieland band.
Il perd son père à l'âge de seize ans et dissout The Dixieland band afin de se lancer dans une carrière de studio. Après de nombreux enregistrements avec des artistes aux styles très différents, dont Michel Berger et Roger Glover, il est demandé par des groupes très en vogue comme Judas Priest ou The Who.
Il joue ensuite avec de nombreux groupes et artistes, notamment Ph.D.., Asia, Madness, Jeff Beck, Pete Townshend, Phil Manzanera, Mike Oldfield, Camel, Al Di Meola, Stanley Clarke, Joe Satriani, Gary Moore, Steve Lukather, Mike Rutherford, Andy Timmons, Derek Sherinian, John E. Mahon, Hiromi, Big Country, Bernie Marsden ou encore Peter Gabriel. 
En 1992, à la suite de la mort du batteur Jeff Porcaro, il rejoint le groupe Toto. 
Il est également pendant un temps le producteur de Mike Oldfield. 
Plus récemment[Quand ?], il a enregistré un nouvel album studio et un live à Tokyo avec le MSG de Michael Schenker.
Sa particularité est qu'il est ambidextre : il ne croise que rarement les bras, son kit est conçu pour un gaucher autant que pour un droitier. On peut noter dans ses influences John Bonham pour sa puissance et Billy Cobham pour son ambidextrie et ses impressionnantes descentes de toms, mais aussi Vinnie Colaiuta pour sa technique. 
Il participe aussi à l’enregistrement de plusieurs albums français, notamment avec Michel Berger et France Gall
Simon Phillips est toujours sous contrat avec les batteries Tama et représente également les marques Zildjian, Promark, Shure et Remo.
En janvier 2014, il annonce officiellement qu'il quitte le groupe Toto après 21 ans pour se consacrer à ses projets personnels, dont son groupe, Protocol.
Il est inscrit au hall of fame du magazine Modern drummer en 2003.

## Discographie

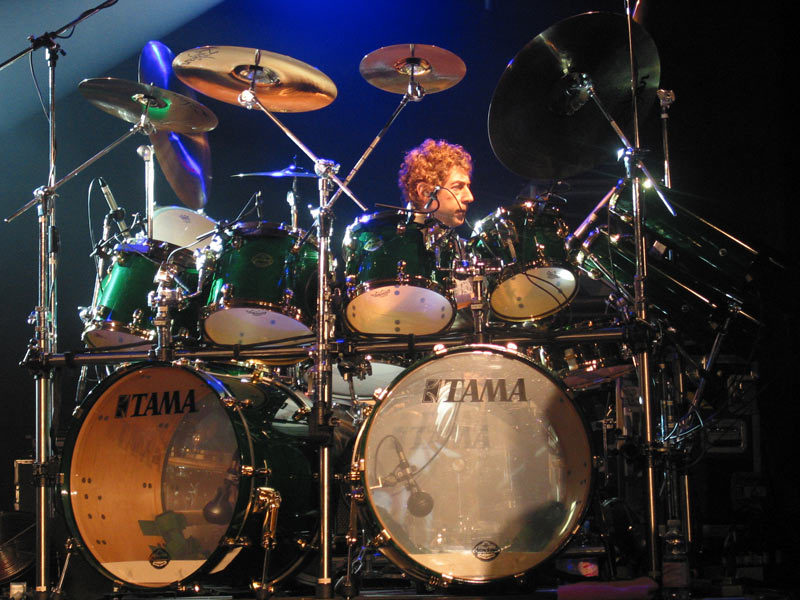
Simon Phillips en concert avec Toto.

### En solo
- 801, 1978, album en concert enregistré avec Eno et Phil Manzanera

- RMS Centennial Park, 1982, réédité par Angel Air avec pistes bonus.
- Protocol, 1988.
- Force Majeure, 1992.
- Symbiosis, 1995.
- Another Lifetime, 1997.
- Out Of the Blue, 1999.
- Vantage Point, 2001.
- RMS Live at the Venue, enregistré en 1982, distribué par Angel Air. RMS est un trio constitué de Ray Russel, Mo Foster et Simon Phillips.
- DVD RMS and Gil Evans live in Montreux 83, enregistré en 1983.
- PSP Live, 2009. Trio Live (avec Pino Palladino et Philippe Saisse enregistré au Japon en 2008.
- Protocol II, 2013.
- Protocol III, 2015.
- Protocol IV, 26 octobre 2017 (avec Greg Howe - Ernest Tibbs - Dennis Hamm).
- Protocol V, 2022

### Toto
- Absolutely Live, 1993.
- Tambu, 1995.
- XX, 1998.
- Mindfields, 1999.
- Livefields, 1999.
- Through the Looking Glass, 2002.
- Live in Amsterdam, 2003.
- Falling in Between, 2006.
- Toto 35th Anniversary Live, 2014.

### En tant qu'invité
- 2020 : The view inside , Concept album (Briand Boursin Rohr)
- 2023 : Mohini Dey, Mohini Dey

## Vidéographie
- Live Olympia 1976 - Véronique Sanson.
- RMS and Gil Evans Live at Montreux 83 (DVD).
- The Nagano session (Jeff Beck, Carlos Santana, Steve Lukather) 1986 (DVD)
- The Who Tommy and Quadrophenia (DVD).
- Simon Phillips Returns 1&2, 1992.
- Zildjian day, 1993.
- Steve Lukather and Los Lobotomys, 1994 (DVD).
- Vantage Point DVD, 2001.
- Live in Amsterdam, 2003 (Blu-Ray & DVD).
- Falling In Between Live, 2008 (Blu-Ray & DVD).
- Toto 35th Anniversary Live , 2014 (Blu-Ray & DVD).

## Matériel

### Batterie
Tama “Monarch” Signature Starclassic series
- Tama "Monarch" Signature 14" Snare Drum
- Tama 12" Signature Wooden Snare Drum
- Tama 10" x 5,5" Snare Drum
- 2 Iron Cobra Kick Pedals
- Iron Cobra Hi-hat Stand
- Tama Drum Rack System
- Tama Starclassic Tom 7" x 10"
- Tama Starclassic Tom 9" x 12"
- Tama Starclassic Tom 10" x 13"
- Tama Starclassic Tom 11" x 14"
- Tama Starclassic Tom 12" x 15"
- Tama Starclassic Tom 13" x 16"
- Tama Starclassic Floor Tom 14" x 18"
- Tama Starclassic Gong Drum 20"
- 4 Tama Octobans, Low Set
- 2 Tama Starclassic Bass drums 15 x 24"

### Cymbales

#### Zildjian
- Zildjian A 24" Swish Knocker
- Zildjian Armand Zildjian 22" Ride
- Zildjian A Custom 12" Splash
- Zildjian Armand Zildjian Crash Cymbal 19"
- Zildjian Armand Zildjian Crash Cymbal 18"
- Zildjian Armand Zildjian Crash Cymbal 17"
- Zildjian Proto Type Sound Lab 14"

#### Jazz-Kit :Tama Starclassic Maple in British Racing Green/Gold fittings
- 14" x 22" Bass Drum 5 ply w/reinforcing ring
- 16" x 16" Floor Tom Tom
- 14" x 14" Floor Tom Tom
- 10" x 13" Rack Tom
- 9" x 12" Rack Tom
- Signature "Gladiator" Snare Drum 5-1/2" x 14"

#### Cymbales Zildjian
De gauche à droite :
- 14" K Hihats
- 22" Constantinople Ride
- 16" Constantinople Crash
- 24" Constantinople Ride
- 18" Constantinople Crash